# Минасян, Левон
Левон Минасян (итал. Leone Minassian, арм. Լևոն Մինասյան; 8 мая 1905, Константинополь, Османская империя — 1978, Венеция, Италия) —  итальянский художник, гравер и искусствовед. Его работы считаются одним из важнейших представителей послевоенной итальянской абстрактной живописи. Несмотря на то, что он был одним из самых творческих художников в послевоенной Италии, он был подвержен сильной критики в 50-х годах, пока почти полностью не был предан забвению после своей смерти в 1978.

## Биография
Родился 8 мая 1905 года в Константинополе. Из-за расовых преследований, учиненных турками против армян, вместе с матерью и братом Минасян был сослан сначала в Неаполь, а затем в Венецию.
В этой новой среде он смог развить свой талант в рисовании и живописи ещё ребенком. Учился в Академии изящных искусств в Венеции.
Минасян посещал уроки у Амедео Бьянки и венецианца Алессандро Милези в академии.
Его настоящее художественное образование было получено через знакомство в Венеции с Пио Семегини в 1925 году. В ранние годы своей деятельности он испытал самые разные жанры живописи — натюрморты, пейзажи, портреты, виды на Венецию, деревенские темы.
В 1924 году Минасян начал участвовать в выставках, организованных Opera Bevilacqua La Masa, а в 1930 году — в Венецианской биеннале. В эти годы он познакомился с Альберто Виане, Джузеппе Сантомазо, Джорджо Моранди и Жаном Арпом.
Впоследствии его любимым жанром стал натюрморт, рисунок слева, при этом округление цвета затемнялось и усиливалось. В 1947 году он начал выставляться на персональных выставках, привлекая внимание критиков. О нём писали Джузеппе Маркьори, Джованни Кавиккьоли, Карло Людовико Раджанти, Микеланджело Машотта. В то же время картины, отсылающие к природе, становились всё более сложными для прочтения форм и постепенно пришли к сюрреалистической живописи.
Хотя Минасян был одним из самых творческих художников в послевоенной Италии, он постепенно был оттеснён на обочину художественными критиками 50-х годов, менее терпимыми к тем, кто ищет собственную ценность самовыражения, вплоть до почти полного забвения после его смерти в 1978 году.